# Étienne Leandri
Pour les articles homonymes, voir Leandri.
Étienne Leandri né le 7 mai 1916 à Gap et mort le 22 janvier 1995 à Paris (14e arrondissement), surnommé « le Pépé », « Le Vieux Monsieur » ou « Le Petit Monsieur », sans que cela ait un rapport avec sa taille mais plutôt en référence au rôle d'intermédiaire financier secret qu'on lui attribue, que certains ont qualifié de basses œuvres.
Intermédiaire proche de Charles Pasqua, il est intervenu sur de nombreux gros contrats internationaux et a représenté les intérêts de plusieurs grandes entreprises françaises telles que Elf, Thomson-CSF, GMF, Dumez, la Lyonnaise des eaux et la Générale des Eaux.

## Jeunesse et l'Occupation allemande
Étienne Paul Alexandre Léandri est né le 7 mai 1916 à Gap d'Alexandre Léandri et de Xavière Luccioni dans une famille corse. Il grandit à Marseille. Dans les années 1930, Léandri monte à Paris pour y étudier le droit, il est proche de la femme de Raimu. Il fréquente l'établissement "le Georges V" où il est gigolo. Remarqué, il est approché par Paul Carbone qui lui présente son associé François Spirito.  À cette époque, il est gigolo et séduit notamment Renée Bodier, la femme de l'industriel américain Virgil Neal qui est à la tête de l'entreprise "Tokalon", un empire du cosmétique. À ses contacts, il découvre toutes les combines sur les multinationales, les paradis fiscaux et les techniques de blanchiments d'argent. Il découvre le monde de l'extrême-droite, Virgil Neal étant un des plus riches soutiens de Mussolini. Suspecté de complicité dans le trafic d'héroïne, il est incarcéré le 10 février 1938 à la prison de la Santé et est acquitté le 1er mai 1938. À ce sujet, Julien Caumer cite ainsi Leandri dans le livre qu'il lui a consacré (Les Requins, Flammarion) : « C'était honorable à l'époque : les pauvres s'arsouillaient à la vinasse, la blanche était réservé aux salons bourgeois; il y avait une certaine classe ». Il fait l'objet d'un mandat d'arrêt par un juge d'instruction de Chalon-sur-Saone et est arrêté pour recel de biens volés. Il est libéré peu de temps après. Le 22 août 1939, il débarque par bateau à New-York, accompagné par Renée Brodier, officiellement pour prendre des parts dans Tokalon. Mais les stups américain le soupçonne de vouloir nouer des contacts avec la mafia locale. À son retour en Europe, la IIe Guerre Mondiale est déclarée. Au 11 boulevard Flandrin à Pris, il devient le conseiller du commandant SS, Roland Nosek, qu'il guide dans les nuits parisiennes.
Sous le régime de Vichy (1940-1944), il continue ses activités de gigolo et organise des fêtes avec Renée Bodier et Virgil Neal, dont il devient le confident. Il obtient des licences d'importation de suif et fabrique le produit « Tokalon », l'unique crème de beauté de l'époque en créant l'entreprise "Akra" dont le seul client sont les nazis. Gestapiste notoire et grand ami de Tino Rossi, Étienne Léandri devient une des coqueluches du Fouquet's sous l'Occupation et fréquente le Tout-Paris des profiteurs de guerre et des collaborateurs. Avec son entreprise Akra, en quelques mois, il fait fortune. Il se vante de dépenser 25 000 francs par jour, de porter des costumes sur mesure à 40 000 francs et de financer le Parti populaire français de Doriot. Il se rend à Berlin et s'enrôle dans l'école d'espionnage et d'infiltration du IIIe Reich. Lors de l'écroulement du Troisième Reich en avril 1945, il quitte Berlin et se réfugie à Genève.
À la fin de la guerre, le 21 juin 1948, la cour de justice de la Seine condamne Leandri à 20 ans de travaux forcés « pour intelligence économique avec l'ennemi ». Il est accusé d'être un auxiliaire d'une police allemande. Néanmoins, sentant le vent tourner, il aurait sauvé trois familles juives (dont celle de Georges Cravenne, fondateur des Césars du cinéma, et de Joseph Kosma). Après Genève, il se réfugie à Milan.

## Fuite en Italie et possible contact avec Lucky Luciano
En Italie, il devient trafiquant de cigarettes, de fausse monnaie et de drogue, branché sur la filière corse du trafic d'héroïne, connue sous le nom de French Connection. Il est aussi ami de Jo Renucci et Antoine Guerini. Il profite d'un décret non-abrogé de Mussolini qui accorde aux Corses la double-nationalité franco-italienne. Selon Pierre Péan (ainsi que Christophe Nick et Vanessa Ratignier dans "Mafia et République" documentaire Arte) durant ses années italiennes, Léandri aurait approché Lucky Luciano, ce dernier voulant faire de Léandri son ambassadeur auprès de la CIA en lui expliquant que d'afficher un anti-communisme lui permettrait d'obtenir les faveurs de cette dernière. « Le patron corse d'un bar parisien de la rue Ponthieu, qui connaissait les Siciliens pour avoir fait de la contrebande de cigarettes, lui sert de recommandations auprès de Luciano », explique un de ses anciens amis l'universitaire Michel Carmona. Cette version n'est pas unanime, « Étienne n'a jamais connu Luciano, s'insurge Jean Montaldo, il détestait les truands » [réf. nécessaire]. Son rôle aurait été de représenter les intérêts de Luciano auprès de la CIA, dont il rencontre plusieurs fois le patron, Allen Dulles. L'agence américaine apprécie son anticommunisme. Durant les années 1950, la CIA recycle d'anciens nazis et trafiquants de drogue comme Leandri, Marcel Francisci, Jo Renucci et les frères Guerini au nom de la lutte anticommuniste lors de la Guerre Froide.

## Création d'un réseau précieux en Italie
Son réseau comprend les industriels Richard Ginore, soupçonnés de liens privilégiés avec les banquiers du Vatican, le promoteur Cabassi, qui a nettoyé Milan des décombres des bombardements alliés et acquis une partie des réserves foncières de la ville ou encore l'architecte Carlos Castelli qui a conçu l'ensemble Milano Fiori, réplique du quartier d'affaires de la Défense près de Paris. Cet entourage avait pour centre Bettino Craxi, l'ancien président socialiste du conseil italien poursuivi par la justice de son pays et réfugié jusqu'à la fin de sa vie en Tunisie.

## Retour en France
Il fut cependant protégé par la CIA après la Libération. Le 3 mai 1957, le tribunal permanent des forces armées de Paris déclare Léandri « non coupable de haute trahison ». « D'une droite rigide, il était plus excentrique que gestapiste », assure un ami.
Il rentre en France par le biais de réseaux de la CIA. Il devient un pilier du bar des Trois Canards, café parisien faisant office de quartier général du grand banditisme pour la bande du même nom. Cette bande composée d'Italiens de Marseille est dirigée par Tany Zampa, futur parrain de Marseille. Jacky Imbert et Francis Le Belge fréquentent le bar. Cette bande est spécialisée dans le trafic de drogue, le proxénétisme mais surtout le racket. Leandri, d'une meilleure éducation, fait quant à lui dans l'immobilier et l'armement, activités plus haut de gamme. Il y apprend aussi les recettes du « gaullisme immobilier ». « À cette époque de divagations financières, raconte Jean Montaldo, Étienne graissait la patte des politiques, il était même un orfèvre en la matière. » « Il jouissait en faisant des affaires », explique l'actuel vice-président du RPF, Jean-Jacques Guillet, dont la société de communication négocia avec Étienne, dans les années 1970, des espaces publicitaires sur les tickets de loterie.
Il fut, aux côtés de Pasqua, l'un des fondateurs du Service d'action civique (SAC), l'officine gaulliste dissoute en 1982. Il roule en Bentley avec chauffeur, immatriculée au Luxembourg, fréquente les familles régnantes des pays pétroliers, possède à Marbella en Espagne une villa mitoyenne avec le roi d'Arabie Saoudite, il sort avec Marlene Dietrich.

## Relation entre Leandri et l'UDR et Charles Pasqua
Leandri était au mieux avec les Corses de l'UDR : Achille Peretti, Paul Comiti, René Tomasini et Charles Pasqua. À ce sujet, Charles Pasqua déclare « Étienne Léandri était une relation de Christian Poncelet, ancien président du Sénat, a admis simplement Charles Pasqua face aux juges, je l'ai vu à plusieurs reprises. Léandri faisant des affaires, je ne me suis jamais inquiété de savoir dans quel domaine. » Son bras droit, Jean-Jacques Guillet, a conservé des souvenirs précis et déclare : « Dans les années 1970, Étienne connaissait bien Marcel Boussac, qui était en train de liquider son groupe industriel. Comme Poncelet est élu dans les Vosges et l'entreprise Boussac est fort présente dans son département, il est amené tout naturellement à rencontrer Étienne Léandri. Or, à l'époque, Charles Pasqua, qui préside une première fois le conseil général des Hauts-de-Seine, cherche à reprendre les haras de Jardy, un des fleurons de l'empire Boussac. C'est pour cela que Poncelet, tout naturellement, lui présente Boussac et Léandri ».
Étienne croit au destin de Pasqua. Entre deux virées à la Scala avec ses amis milanais. Léandri conclut de très profitables contrats pour le compte de l'entreprise de bâtiments Lyonnaise-Dumez, la société Thomson, GMF ou Générale des Eaux. Cela va du recouvrement de créances à la contrepartie off-shore d'un deal. Puis aux côtés de Nadhmi Auchi, milliardaire irakien réfugié à Londres car menacé de mort par le régime de Saddam Hussein, il entre dans la cour du CAC 40. Leandri se fait le relai des menaces dont fait l'objet Auchi auprès de Pasqua. La relation Pasqua-Leandri continue.
Avec Auchi, important actionnaire de la banque Paribas dans sa poche, Leandri sauve la GMF d'une mauvaise passe sur l'île de Saint-Martin. Pour Elf, il organise un portage sur la compagnie espagnole Ertoli, toujours avec Auchi. Pour Thomson, alors en négociation sur la vente de frégates à Taïwan, Leandri fait le lien entre son PDG Alain Gomez et Alfred Sirven, une autre connaissance, afin qu'Elf mette en action son réseau asiatique. Les enquêteurs ont mis du temps à mettre en perspective son rôle central.
Il s'occupe du fils, Pierre-Philippe Pasqua. Il se lance dans l'armement via sa société Tradinco. Durant cette période, le fisc lui réclame des dizaines de millions d'euros.
Léandri a été impliqué dans plusieurs affaires politico-financières telles que l'affaire de la Sofremi, l'affaire du siège de GEC-Alsthom Transport, etc. Il opérait depuis ses bureaux rue Saint-Honoré à Paris. Il meurt en 1995.

## Affaires judiciaires
Étienne Leandri est impliqué dans l'affaire de la Sofremi. C'est une société d'exportation du ministère de l'Intérieur. Sous la deuxième cohabitation, Leandri a perçu 21 millions de francs de commissions pour la vente d'équipements policiers en Amérique du Sud. Bernard Dubois, ex-président de la Sofremi, l'a reconnu sur PV : « Étienne Leandri était commissionné à la demande du cabinet de l'Intérieur. J'ai compris dès les premiers jours que, par des retours de commissions, il finançait ce que Charles Pasqua et son entourage allait lui demander de financer ». Dix millions reviennent au Quotidien du Maire, journal dirigé par un proche de Pasqua. Bernard Guillet, ancien conseiller du ministre, est plus nébuleux : « Il est exact qu'Étienne Leandri était très généreux. Il connaissait bien Charles Pasqua, ils avaient plaisir à diner ensemble ».
Leandri est aussi impliqué dans l'affaire Alstom. Dans cette affaire, Leandri aurait effectué un retour de commission sur le fils de Charles, Pierre-Philippe Pasqua. Michel Carmona, professeur à la Sorbonne et franc-maçon ayant fréquenté Léandri régulièrement sur la fin de sa vie, a par la suite dénoncé l'affaire Alstom : « J'ai compris qu'Étienne Leandri finançait le fils pour éviter de compromettre le père par des  affaires douteuses. Selon moi, ce souci qu'il avait du fils était une sorte d'investissement pour ménager le père. Une sorte de créance morale. »
Étienne Leandri et Pierre-Philippe Pasqua ont eu des affaires en commun en Corée du Sud.